# EDEN
 (14 mars 2025).
Motif : ressemble à une brochure officielle pour la publicité du projet

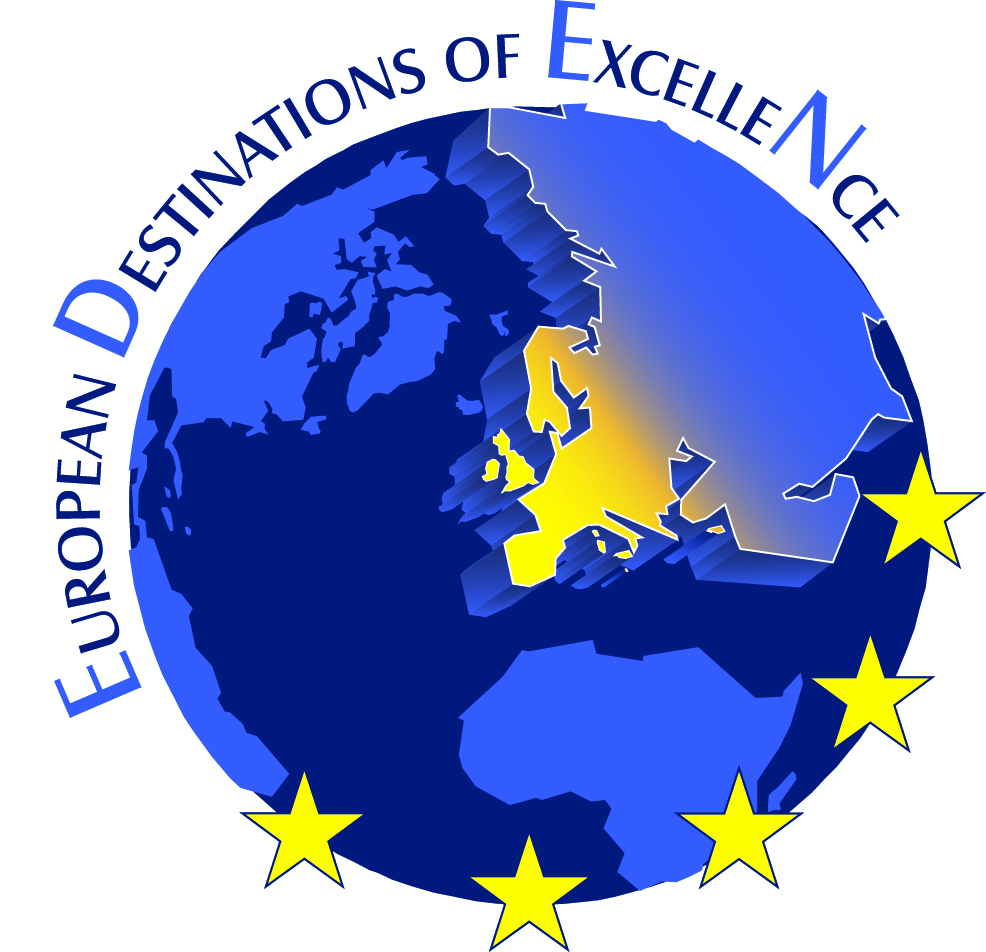
Logo d'EDEN

EDEN (acronyme de l'anglais European Destinations of Excellence, en français : « Destinations européennes d'excellence » ; le nom évoque également l'Éden de la Bible) est une initiative de la Commission européenne pour promouvoir le développement du tourisme durable au sein de l'Union européenne.
Le projet est constitué par des concours nationaux, qui ont lieu tous les ans depuis 2006 et qui aboutissent à la sélection d'une « destination d'excellence » pour chacun des pays participants (membres de l'Union européenne, candidats à une adhésion ou membres de l'AELE/EEE), sur la base de leur engagement en faveur des questions sociales, culturelles et environnementales. Les gagnants sont des destinations touristiques émergentes et peu connues.

## Objectifs
Le tourisme est une activité économique stratégique dans l'Union européenne. Son importance au sein de l'économie de l'UE est susceptible de continuer d'accroitre dans les années à venir. Son potentiel quant à la contribution de mener à bien de nombreux objectifs majeurs de l'UE, entre autres le développement durable, la croissance, l'emploi ou la cohésion économique et sociale, n'est pas à négliger. Afin d'atteindre ces objectifs, la Commission européenne a lancé le projet EDEN, dont les buts et objectifs sur le long terme de l'UE peuvent être résumés comme suit :
- attirer l'attention sur la valeur, la diversité et les caractéristiques communes des destinations touristiques européennes ;
- améliorer la visibilité des destinations touristiques d'excellence européennes émergentes, notamment les moins connues ;
- créer une plateforme pour l'échange des bonnes pratiques au niveau européen ;
- récompenser et encourager les formes touristiques durables ;
- participer à la décongestion, lutter contre le phénomène des hautes et basses saisons, rééquilibrer le flux des touristes vers les destinations sur-fréquentées et l'orienter vers de nouvelles destinations ;
- promouvoir tous les pays et toutes les régions d'Europe ;
- encourager la mise en réseau des destinations récompensées, dans le but de persuader d'autres destinations d'adopter un mode viable de développement touristique.

## Processus de sélection
Chaque année, la Commission européenne publie un appel à propositions pour soutenir les administrations publiques nationales chargées du tourisme de l'État membre (les ministères nationaux et autres structures publiques ayant les mêmes devoirs) afin de participer au projet et d'organiser une procédure de sélection nationale. Les pays candidats et EFTA/EEA sont également admissibles et jouiront des mêmes activités promotionnelles que tous les États membres de l'UE.
Chaque pays prenant part au concours gère son propre processus de sélection pendant la première moitié de l'année. Chaque pays organise en premier lieu une campagne de communication afin d'informer tous les candidats possibles sur le concours. Les destinations candidates doivent démontrer qu'un tourisme économiquement viable a été développé et est en accord avec les thématiques annuelles d'EDEN. Les destinations gagnantes sont celles qui reflètent au mieux le thème de l'année choisi et qui offrent une expérience touristique unique conforme au développement durable. Au milieu de l'année, une destination gagnante par pays est sélectionnée en fonction de critères établis à échelle européenne et nationale. Les noms des gagnants sont communiqués à la Commission européenne, qui est chargée de l'organisation d'une cérémonie européenne de remise de prix.

## Éditions
Chaque édition EDEN est développée autour d'une thématique annuelle, choisie par la Commission ensemble avec les administrations touristiques nationales. Ce thème fonctionne en tant que leitmotiv : les années précédents, tourisme rural (2007), patrimoine immatériel local (2008) et tourisme et zones protégées (2009) furent les thématiques principales d'EDEN. Le sujet choisi pour cette année 2010 est le tourisme aquatique. En 2011 présentera le sujet du tourisme et renouvellement territorial.
Chacune des thématiques choisies sert à mettre en valeur les différents aspects des atouts des régions européennes et est liée au développement durable d'une manière ou d'une autre, que ce soit d'un point de vue culturel, économique, d'engagement local ou environnemental.
Les thématiques d'EDEN offrent l'opportunité de démontrer la riche diversité qu'offre l'Europe, y compris en termes de ses ressources naturelles, son patrimoine historique, ses traditions, la gastronomie locale, etc.

## Liste des destinations gagnantes

### 2007:tourisme rural
- Autriche : Pielachtal
- Belgique : Durbuy
- Croatie : Sveti Martin na Muri
- Chypre : Tróodos
- Grèce : Flórina
- Hongrie : Őrség
- Irlande : Clonakilty
- Italie : Specchia
- Lettonie : Kuldīga
- Malte : In-Nadur

### 2008 – tourisme etpatrimoine immatériel local
- Autriche : Steirisches Vulkanland (de)
- Belgique : Ath
- Bulgarie : Bélogradtchik
- Croatie : Đurđevac
- Chypre : Agrós
- Espagne : Sierra de las Nieves
- Estonie : Viljandi
- France : route des vins du Jura
- Grèce : Grevená
- Hongrie : Hortobágy
- Irlande : Carlingford et péninsule de Cooley
- Italie : Corinaldo
- Lettonie : Rēzekne
- Lituanie : Plateliai
- Luxembourg : Echternach
- Malte : Ta' Kerċem
- Roumanie : dépression de Horezu
- Serbie  : Knjaževac
- Slovénie : vallée de la Soča (Bovec, Kobarid et Tolmin)
- Turquie : Edirne

### 2009 – tourisme et zones protégées
- Autriche : réserve de biosphère de la Großes Walsertal
- Belgique : Viroinval / parc naturel Viroin-Hermeton
- Bulgarie : Belitsa
- Croatie : parc national de Sjeverni Velebit
- Chypre : Vouni Panagias
- Espagne : delta de l'Èbre
- Estonie : parc national de Soomaa
- Finlande : Wild Taiga (Kuhmo et Suomussalmi)
- France : parc naturel régional des Vosges du Nord
- Grèce : forêt pétrifiée de Lesbos
- Hongrie : parc naturel d'Írott-kő
- Irlande : Sheep's Head
- Italie : aire marine protégée Péninsule du Sinis - Mal di Ventre (it)
- Lettonie : parc de Tērvete
- Lituanie : parc régional du delta du Niémen (en)
- Luxembourg : réserve naturelle Haff Réimech (lb) (Schengen)
- Malte : Il-Mellieħa et village de Manikata
- Pays-Bas : parc Gravenrode (nl)
- Pologne : république des oiseaux dans le parc national de l'embouchure de la Warta
- Roumanie : parc naturel Apuseni
- Slovénie : Solčava
- Tchéquie : Suisse de Bohême (cs)
- Turquie : Kars - réserve de faune sauvage du lac Kuyucuk (en)

### 2010 – tourisme aquatique
- Allemagne : paysage fluvial de la Poméranie occidentale
- Autriche : Seelentium (de)
- Belgique : lacs de l'Eau d'Heure
- Bulgarie : Silistra
- Croatie : Nin
- Chypre : Kato Pyrgos (en)
- Espagne : A Guarda
- Estonie : lac Võrtsjärv
- Finlande : Saimaa Holiday
- France : Grand Site du Marais poitevin
- Grèce : Serrès
- Hongrie : lac Tisza
- Irlande : Loop Head
- Islande : Vestfirðir
- Italie : Monte Isola
- Lettonie : station balnéaire de Jūrmala
- Lituanie : région de Zarasai
- Luxembourg : parc naturel de la Haute-Sûre
- Malte : L-Isla
- Pays-Bas : WaterReijk Weerribben-Wieden – Giethoorn et zones humaines
- Pologne : vallée et zones humides de la Biebrza (en) - sanctuaire de faune sauvage
- Roumanie : Geoagiu-Băi (ro)
- Slovénie : Kolpa
- Tchéquie : Bystřicko (cs)
- Turquie : Bitlis - lac du cratère du Nemrut

### 2011 – tourisme et regénération de sites
- Autriche : Gmünd in Kärnten
- Belgique : Marche-en-Famenne
- Croatie : Pustara Višnjica
- Chypre : Kalopanagiotis (en)
- Espagne : écoparc de Trasmiera (es)
- Estonie : parc national de Lahemaa
- France : Roubaix
- Grèce : municipalité de Delphes
- Hongrie : Mecsek
- Irlande : Great Western Greenway (en)
- Islande : Stykkishólmur
- Italie : Montevecchio, commune de Guspini
- Lettonie : village de Līgatne
- Lituanie : manoir de Rokiškis (en)
- Malte : L-Għarb
- Pays-Bas : Veenhuizen
- Pologne : Żyrardów
- Portugal : parc naturel de Faial (en)
- Roumanie : Alba Iulia
- Slovénie : Idrija
- Tchéquie : Slovaquie morave
- Turquie : Hamamönü (tr), Altındağ

### 2013 - tourisme accessible
- Autriche : vallée de Kaunertal
- Belgique : Ottignies-Louvain-la-Neuve
- Croatie : Stancija 1904 - Svetvinčenat
- Chypre : municipalité de Pólis Chrysochoús
- Espagne : parc naturel de la Sierra et des gorges de Guara
- Estonie : ville de Haapsalu
- France : parc naturel régional du Morvan
- Grèce : ville de Marathon
- Hongrie : Kaposvár et région du Zselic
- Irlande : Cavan et environs
- Italie : Pistoia et sa province
- Lettonie : Liepāja
- Lituanie : Telšiai
- Pays-Bas : Horsterwold
- Pologne : Przemyśl
- Roumanie : Jurilovca
- Slovénie : Laško
- Tchéquie : Lipno
- Turquie : district de Taraklı

### 2015 - tourisme et gastronomie locale
- Autriche : Mostviertel
- Belgique : Waimes
- Croatie : Haut-Međimurje
- Chypre : région de Pitsilia (en)
- Espagne : Goierri
- Estonie : Hiiumaa
- France : Tournus et le Tournugeois
- Hongrie : Mecsek Greenway
- Irlande : Burren Food Trail
- Islande : Skagafjörður Food Chest
- Italie : Guardiagrele
- Lettonie : région de la Latgale
- Lituanie : gâteau à la broche de Jaskonys (lt), Druskininkai
- Malte : Ix-Xagħra
- Pologne : Silesian Tastes Culinary Route
- Roumanie : Mărginimea Sibiului (en)
- Serbie : Pirot
- Slovénie : Brda
- Tchéquie : Sudètes orientales (en)
- Turquie : Gaziantep

### 2017 - tourisme culturel
- Belgique : La Louvière
- Bulgarie : Yambol
- Croatie : Vukovar - Vučedol (hr) - Ilok
- Chypre : Orini Larnakas
- Espagne : pays de saint Ignace (Urola Erdia (eu), Urola Garaia, Debagoiena)
- Finlande : Fiskari
- France : centre historique minier de Lewarde
- Grèce : Patras
- Hongrie : route des églises médiévales de la Haute-Tisza
- Irlande : île Scattery
- Lettonie : Cēsis
- Lituanie : manoir de Pakruojis (lt)
- Malte : Il-Qrendi
- Pologne : courant multiculturel du Boug
- Roumanie : Suceava
- Serbie : Novi Pazar
- Slovénie : Koper
- Tchéquie : Orlické hory et piémont - châteaux de l'Orlice

### 2019 - tourisme de santé et de bien-être
- Bulgarie : Kostenets
- Croatie : Sveti Martin na Muri
- Chypre : Milioú
- Espagne : vallée de l'Ambroz
- Estonie : Pärnu
- Finlande : région des lacs orientale (Lahti, Jyväskylä, Tampere)
- Irlande : Strandhill (en)
- Italie : Valdichiana Senese
- Lettonie : Veclaicene (en)
- Lituanie : Paliesius (lt)
- Malte : Iż-Żejtun
- Pologne : Gołdap
- Roumanie : Tăuții-Măgherăuș
- Serbie : Kuršumlija
- Slovénie : Podčetrtek
- Tchéquie : Zlínsko et Luhačovicko
- Turquie : Balıkesir